# Titanio
Titanio är ett släkte av fjärilar. Titanio ingår i familjen Crambidae.

## Dottertaxa tillTitanio, i alfabetisk ordning[1]
- Titanio alticolalis
- Titanio ancyrensis
- Titanio angustipennis
- Titanio argentiplaga
- Titanio basalis
- Titanio caradjae
- Titanio cinerealis
- Titanio comitalis
- Titanio ecbataniella
- Titanio echinaea
- Titanio elbursana
- Titanio emiralis
- Titanio eoa
- Titanio eponyma
- Titanio heliothalis
- Titanio hesperialis
- Titanio holescericealis
- Titanio hyrcanella
- Titanio inconspicualis
- Titanio lachinaea
- Titanio leucopsumis
- Titanio lugubrina
- Titanio magnificalis
- Titanio mauretanica
- Titanio metaxanthalis
- Titanio modestalis
- Titanio moeschleri
- Titanio mortualis
- Titanio nawaralis
- Titanio nissalis
- Titanio normalis
- Titanio omissaula
- Titanio originalis
- Titanio orphnolyca
- Titanio paschalis
- Titanio pulchellalis
- Titanio pulchra
- Titanio pyrenaealis
- Titanio safedalis
- Titanio sarekandalis
- Titanio schivalis
- Titanio schrankiana
- Titanio sericatalis
- Titanio simplonialis
- Titanio splendens
- Titanio sultanalis
- Titanio tarraconensis
- Titanio venustalis